# Apprends-moi
"Apprends-moi" är den tredje singeln från den belgiska sångaren Roberto Bellarosas debutalbum Ma voie. Den släpptes den 26 oktober 2012 för digital nedladdning från Itunes Store. Låten är skriven av Han Kooreneef och Christal G.
Den 1 december 2012 debuterade låten på plats 48 på den belgiska albumlistan Ultratip (Vallonien) som är baserad på både försäljning och radiospelningar. Den låg totalt tre veckor på listan och nådde plats 36 som bäst.

## Listplaceringar
| Lista (2012)                 | Topplacering |
| ---------------------------- | ------------ |
| Belgien (Ultratip Vallonien) | 36           |